# Kovadlinka
Kovadlinka (latinsky: incus) je jednou ze sluchových kůstek. Tvarem připomíná kovadlinu nebo třenový zub se dvěma divergujícími kořeny. Objemnější tělo kovadlinky (corpus inducis) je zaoblené, vertikálně zploštělé a podobně jako hlavice kladívka (caput mallei) vyčnívá do epitympanického recesu (recessus epitympanicus). Vpředu má sedlovitou kloubní plošku, která koresponduje s podobnou ploškou na kladívku. Směrem dozadu se tělo kovadlinky plynule zužuje do kónického výběžku – krátkého ramena kovadlinky (crus breve inducis). Krátké rameno kovadlinky probíhá vodorovně ve fossa inducis a vazem se upíná na zadní stěnu bubínkové dutiny (paries mastoideus cavi tympani). Druhý výběžek – dlouhé rameno kovadlinky (crus longum inducis) – je tenký a směřuje téměř paralelně s rukojetí kladívka (manubrium mallei) dolů a mírně dopředu. Na konci se mediálně ohýbá a končí malým hrbolem nazývaným chrupavčitý výběžek (processus lenticularis), který má okrouhlou rovnou plošku pro třmínek.

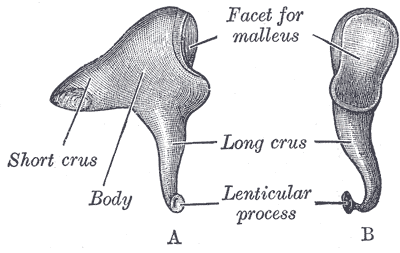
Kovadlinka
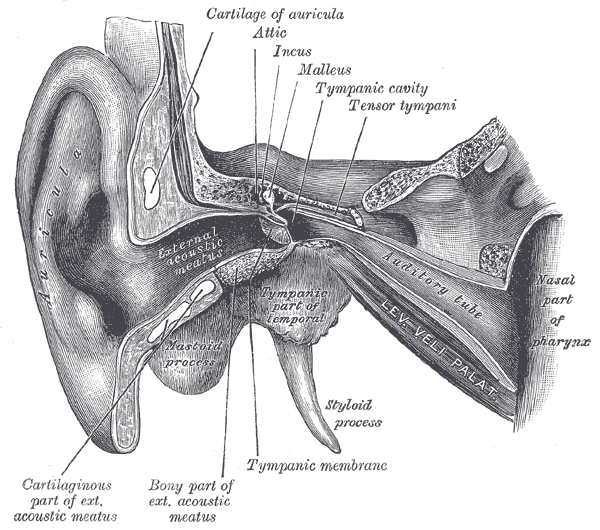
Řez vnějším a středním uchem